# لومیس فارگو
لومیس فارگو (انگلیسی: Loomis) شرکت خدمات امنیتی سوئدی است، که در سال ۱۹۹۷ تأسیس شد.